# 西阳镇 (涡阳县)
西阳镇，是中华人民共和国安徽省亳州市涡阳县下辖的一个乡镇级行政单位。

## 行政区划
西阳镇下辖以下地区：
西阳社区、三里社区、郭寨社区、王楼村、解沟村、文庙村、张沟村、刘庙村、瓦房村、王庙村、王桥村、太平村和葛楼村。